# Puericultura: publicació de l'Institut de Puericultura de Reus
Puericultura: publicació de l'Institut de Puericultura de Reus, va ser una revista especialitzada que sortí a Reus des del gener de 1921 al juny de 1936.

## Història
Alexandre Frías va fundar aquesta revista com a portaveu de l'Institut de Puericultura creat per ell mateix, per a divulgar entre la classe mèdica no especialitzada temes d'ordre pràctic en tots els àmbits relacionats amb la vida de l'infant i normes higièniques per a les dones. Al número 1 deia: "Tasca d'intercanvi i divulgació científica en una especialitat determinada i altament humanitària. Puericultura serà una càtedra oberta a totes les manifestacions de la ciència".
La direcció la portava el doctor Frías, i com a director honorari hi constava el doctor Andrés Martínez Vargas, catedràtic de pediatria a la Facultat de Medicina de Barcelona.
El consell de redacció el formaven el doctor Pere Barrufet, subdirector de l'Institut i el doctor Francesc d'A. Fortuny, metge de l'Institut, i habitualment hi col·laboraven Jaume Sabater, Joan Domènech Mas, Josep Roig i Raventós, Romero Lozano, L. Loste Echeto, Paul Vigne, i d'altres especialistes de l'estat espanyol i d'Europa. També hi publicaren intel·lectuals reusencs i d'altres parts del país, com ara Ricard Ferraté, Josep Maria Guix Sugranyes i Jordi Maragall, i reproduïa articles de la seva especialitat d'altres periòdics, com ara Notícias Médicas, La Humanitat, La Veu de Catalunya, Crónica Médica, i altres.

## Aspectes tècnics
Imprès durant molt de temps per Gràfiques Navàs i després per la Impremta Diana, tot i que amb altres canvis d'impressor, de format quartilla i capçalera tipogràfica, sortia mensualment amb unes 16 pàgines, de les que aproximadament la meitat eren de publicitat. Tota la publicitat feia referència a productes farmacèutics relacionats amb l'infant o la mare (papilles, lactants...). Incloïa fotografies en blanc i negre. La llengua era bàsicament el català, però incorporava textos en castellà. Es venia per subscripció anual: Espanya, 12 números, 10 pessetes, estranger 20 pessetes.

## Localització
- Biblioteca Central Xavier Amorós de Reus[3]
- Biblioteca del Centre de Lectura de Reus, Universitat de Barcelona i Biblioteca Pública Arús.[4]